# Верь (телесериал)
«Верь» (англ. Believe) — американский фантастичеcко-драматический телесериал, который транслировался на NBC в 2014 году. Премьера телесериала состоялась 10 марта 2014 года, а 9 мая он был закрыт. Последний эпизод был показан 15 июня 2014 года.

## Сюжет
Бо — десятилетняя девочка, которая родилась со сверхъестественными способностями (телекинез, левитация, управление силами природы, предсказывание будущего), которые она не могла контролировать. Людям, которые её защищали, пришлось обратиться за помощью. Это привело их к Уильяму, приговорённому к смертной казни, которого они вытащили из тюрьмы. Несмотря на то, что сначала он не хочет брать на себя роль «защитника», в конечном счёте они обнаруживает некую связь и в конце концов отправляются в путешествие, при этом защищаясь от людей, которые хотят похитить Бо.

## Персонажи

### Основной состав
- Джонни Секвойя — Бо Адамс, чрезвычайно одаренная девочка, родившаяся с силой, способной изменить мир. Унаследовала свою силу от матери, Нины. Единственный, кому она может доверять — Уинтер, которого она считает членом семьи. Уильям постоянно рискует жизнью ради неё и они развивают некую связь. Первоначально не знала, что Уильям её биологический отец, но вскоре узнает всю правду.
- Джейк Маклафлин — Уильям Тейт, изначально — заключенный, отсидевший семь лет и приговоренный к смертной казни за убийство двоих человек, которого не совершал. Уинтер вытаскивает его, чтобы тот защищал Бо. Страдает от приступов гнева, из за чего у него часто были проблемы с законом (ограбления и драки). Неохотно соглашается на роль защитника Бо. Болезненно переживает расставание с Ниной Адамс (не зная, что Скурас заставил её прекратить отношения). Как и Бо, первоначально не знал, что он её биологический отец. Когда узнал правду, признался, что догадывался об этом. После этого становится более добрым и спокойным, а также учится быть настоящим отцом.
- Делрой Линдо — доктор Милтон Уинтер, хитрый и блестящий ученый, лидер организации по защите людей с редкими и необычными способностями. Изначально был другом и партнером Скураса, но в итоге стал заклятым врагом. Знает Бо с детства и всеми силами пытается её защитить, даже инсценировал свою смерть. Работал в «DARPA» и в «МТИ», а также был агентом-психологом в ЦРУ.
- Кайл Маклахлен — доктор Роман Скурас, всемирно известный генетик и руководитель организации, вербующих людей с необычными способностями. Являлся партнером Уинтера, а ныне — его заклятый враг. Роман заботится только о своих интересах и идеях, и делает всё ради достижения собственных целей. Впоследствии нанимает киллеров и наемников, и использует все ресурсы организации, чтобы поймать Бо. Утверждает, что не желает зла Бо, но на самом деле он хочет продать её способности в качестве оружия военным. Его планы стоили ему сотрудничества с Уинтером, в результате которых он со своей командой и Бо бежали. Неустойчивое поведение и сомнительные идеи приводит к тому, что все начали сомневаться в его намерениях. Его родителей звали Эвелин и Рональд; родился в Оук-Парке, штат Иллинойс, 1 декабря 1954 года.
- Джейми Чон — Дженис Ченнинг, союзница Уинтера. Преданная, жестокая и волевая. Считает себя второй мамой Бо и поэтому была недовольна, когда Уинтер не выбрал её на роль её защитника. Она открыто сомневается в силах Уильяма и считает его не достойным для этой роли. Постепенно она меняет своё мнение о нём. Ранее, работая на Скураса, она была нанята для того, чтобы держать Бо в плену. Позже сбежала вместе с Уинтером и его командой.

### Второстепенный состав
- Юрий Хенли-Кон — Люк Хейден, союзник Уинтера и бывший работник Скураса. Разочаровался в миссии о захвате мира с помощью силы Бо и решил её защитить, перейдя на сторону Уинтера. Однако потом разочаровался и в нём после гибели четырёх человек из их команды, и ушёл в самоволку. Сразу после того, как он покидает команду, его арестовывает ЦРУ. Сдал местоположение команды, но те успели убежать.
- Ричард Холлис — Роберт Гилман, союзник Уинтера.
- Кэти Макклеллан — Лайла Лидс, союзница Уинтера. Она является специалистом по технологиям.
- Керри Кондон — Зои Бойл, доверенное лицо Скураса. Заменила Уинтера после его ухода. Её работа — продолжать проводить эксперименты талантливых телепатов в организации. Зои помогла Уинтеру вырастить Бо и очень о ней заботится. После бегства Уинтера, Зои хочет вернуть Бо в организацию Скураса, считая её уязвимой во внешнем мире. Тем не менее, Бо является причиной, почему Зои и Уинтер доверяют друг другу. Она знает, что Уинтер помогает Бо не стать оружием для военных. Не в состоянии противостоять Скурасу, Зои становится кротом Уинтера внутри организации Скураса, пока она не подвергается воздействию Дэни. Роман приказывает стереть воспоминания Зои о Бо и его организации, но при этом замечает, что Зои может потерять память полностью.
- Ариан Моайед — Кори, специалист по технологиям в команде Скураса.
- Эрик Ларей Харви — Маркус Кракауэр, наемник, которого нанимает Саркус, чтобы найти Бо и Тейта.
- Ник Тарабей — Нико Сепеда, приспешник Скураса, работает в его организации.
- Питер Макробби — директор ЦБР Лофтон, начальник Фаррелл. Является одним из членов государственного управления, работающего на Скураса. Лофтон дает возможность использовать любые методы для поимки Бо и Тейта.
- Триесте Келли Данн — специальный агент ФБР Элизабет Феррелл, помогает Скурасу найти и поймать Бо и Тейта. Скурас неоднократно подчеркивает, что Бо является его приоритетом, и что её безопасность и защита является его главной заботой, но она не уверена, что он честен с ней. Добивается того, что фотографии Бо и Тейта транслируются на каждом канале новостей. Первоначально в планах Феррелл — задержать Тейта, как «особо опасного преступника», а также «спасение» Бо, которая, по её мнению, находится в опасности. Имеет дочь Сашу. После того как Тейт и Бо спасают её и Сашу от гибели, Феррелл наконец понимает, что Тейт невиновен, и отказывается от дальнейшего преследования.
- Мэттью Раух — агент ФБР Мартин, один из двух лучших агентов Феррелл.
- Ато Эссандо — агент ФБР Гарнер, один из двух лучших агентов Феррелл.
- Роберт Морган — Джошуа Карпентер, один из самых талантливых телепатов, который сотрудничал с организацией Скураса почти 3 года. Скурас отправил его на поимку Бо, однако она атаковала его и оставила недееспособным. Поскольку он попал в кому без возможности на восстановление, Скурас просит его друга и товарища, Шона, «помочь» Джошуа избавиться от страданий. Шон неохотно убивает друга по просьбе Скураса.
- Оуэн Кэмпбелл — Шон, испытуемый в организации Скураса. Он является перспективным телепатом, но не таким сильным, как Бо. Шон перенес тяжелые эмоциональные проблемы из за со своей способности. Скурас быстро развивает силы Шона, для продажи военным, что не нравится Зои, считающей, что риск нестабильности очень велик. Скурас умело им манипулирует. Он заставляет Шона убить его друга и товарища, Джошуа, находящегося в коме.
- Миа Валле — Дэни, мощный телепат, который был случайно обнаружен командой Скураса. Она является самым сильным телепатом после Бо. Она становится независимой и недоверчивой, после того как понимает степень своей силы. Скурас встречается с ней и в итоге убеждает присоединиться к его организации. Он обучает её, чтобы сделать её способности сильнее. Скурас видит в ней очередной шедевр, который он намеревается превратить в оружие. Она бездомная, без семьи и друзей. Её самое первое воспоминание о своих способностях — когда ей было 5 лет, в школе, она начала телепатически двигать карандаши, но родители не поверили ей. Когда ей было 12 лет, родители начали бояться её, когда они подумали, что Дэни убила своего брата в порыве гнева. Впоследствии обозлилась на Скураса, так как тот продолжал в первую очередь думать о Бо, и вступила с девочкой в противостояние, но Бо победила, заставив ее сдаться.

## Эпизоды
| №  | Название                           | Режиссёр        | Автор сценария                  | Дата премьеры  | Зрители в США (млн) |
| -- | ---------------------------------- | --------------- | ------------------------------- | -------------- | ------------------- |
| 1  | «Пилот» «Pilot»                    | Альфонсо Куарон | Альфонсо Куарон и Марк Фридман  | 10 марта 2014  | 10,56               |
| 2  | «Новичкам везет» «Beginner's Luck» | Омар Мадха      | Джонас Пейт и Бобби Арнот       | 16 марта 2014  | 6,57                |
| 3  | «Начало» «Origin»                  | Стивен Уильямс  | Джонас Пейт                     | 23 марта 2014  | 5,13                |
| 4  | «Отступничество» «Defection»       | Сэм Хилл        | Ник Антоска                     | 30 марта 2014  | 4.89                |
| 5  | «Белый шум» «White Noise»          | Джонас Пейт     | Дэйв Эриксон                    | 6 апреля 2014  | 4.25                |
| 6  | «Из глубины» «Sinking»             | Роксанн Доусон  | Шеймас Кевин Фейхи              | 13 апреля 2014 | 4,34                |
| 7  | «Под ударом» «Bang and Blame»      | Майкл Оффер     | Бринн Мэлоун                    | 20 апреля 2014 | 4,54                |
| 8  | «Вместе» «Together»                | Барт Фрейндлих  | Шеймас Кевин Фейхи и Снеха Курс | 27 апреля 2014 | 4,51                |
| 9  | «Талант» «Prodigy»                 | Сэм Хилл        | Мелисса Уоллэк                  | 4 мая 2014     | 4,33                |
| 10 | «Обвал» «Collapse»                 | Дэвид Бойд      | Джонас Пейт и Бобби Арнот       | 25 мая 2014    | 2,92                |
| 11 | «Откровение» «Revelation»          | Стив Шилл       | Ник Антоска и Бобби Арнот       | 1 июня 2014    | 4,31                |
| 12 | «Второй шанс» «Second Chance»      | Фред Туа        | Джонас Пейт и Ганс Тобисон      | 15 июня 2014   | 3,20                |
| 13 | «Восприятие» «Perception»          | Эрик Штольц     | Холли Харольд                   | 24 июня 2014   | N/A                 |

## Производство
В январе 2013 канал NBC дал зелёный свет на производство пилотного эпизода.
17 июня 2013 года один из создателей и исполнительный продюсер Марк Фридман покинул свой пост. Куарон остался в качестве исполнительного продюсера вместе с Дж. Дж. Абрамсом. В конечном счете, Фридман был заменен на Дэйва Эриксона. Спустя несколько месяцев, Эриксон также покинул пост, а ему на замену пришёл Джонас Пейт.

### Кастинг
В феврале 2013 года Маклафлин присоединился к актерскому составу. Далее присоединился Делрой Линдо, Сиенна Гиллори, Джейми Чон и Джонни Секвойя. В марте 2013 к актерскому составу присоединился Кайл Маклахлен и Ариан Моайед. В июне 2013 года Сиенна Гиллори покинула телесериал после одного эпизода.

## Критика
Телесериал получил смешанные отзывы от критиков. На сайте Rotten Tomatoes рейтинг составляет 36 % на основе 36 рецензий со средним баллом 5,4 из 10. На сайте Metacritic он имеет оценку 55 из 100 на основе 25 рецензий критиков, что соответствует статусу «смешанные или средние отзывы».